# Aurora Művészegyüttes
Az Aurora Művészegyüttes bábjátékkal (főként marionett-bábjátékkal), árnyjátékkal és pantomimmel foglalkozott Budapesten 1954 és 1962 között. Alapítói és vezetői Balogh Beatrix, Koós Iván és Vízvári László voltak. Előadásaikat főként a budapesti Piarista Gimnáziumban, majd 1958-tól az Engels téri Kultúrotthonban tartották. Az együttes tagjainak egy része 1962-től Vízvári László vezetésével Astra Bábegyüttes néven folytatta munkáját.

## Alapítása
1954 májusában Koós Iván (1927–1999) festőművész, aki akkoriban a Műegyetemen tanított rajzot, Balogh Beatrix (1924–1985) iparművész, valamint Vízvári László piarista tanár együtt nézték meg a Jókai utcai Móricz Zsigmond Kultúrotthon színháztermében a prágai Josef Skupa Magyarországon vendégszereplő bábszínházának előadását, amelyben Spejbl bácsi és Hurvinek marionett-bábfigurái voltak a „sztárok”. Bár Vízvári néhány évvel korábban, az 1947. évi Cserkész Világdzsemborin, a franciaországi Moissonban már látta Jacques Chesnais marionettjátékát, de Skupa még nagyobb hatással volt rá. Elhatározták, hogy ők is marionettszínházat szeretnének csinálni, amelynek akkoriban Magyarországon csekély hagyományai voltak, és a mindenben példának számító „szovjet” bábszínház is a benyúlós és pálcás bábokat részesítette előnyben. A marionett inkább arisztokrata eredetű finomkodásnak számított, amelynek nem volt helye a szocialista realista bábművészetben.
Megalakították tehát 1954 nyarán az Aurora (Hajnal) Bábegyüttest, arra utalva, hogy „ezt a próbálkozást »hajnal«-nak szánjuk a magyar bábjáték egén”. (Ez a név akkoriban „áthallásosnak” számított, mert az 1917. évi orosz kommunista forradalom győzelmében nagy szerepet játszottak a Péterváron állomásozó Auróra cirkáló matrózai, és annak lövege adott jelet a Téli Palota ostromára. Az Aurora név gyakran elhangzott a november 7-én kötelező ünnepségeken.) „Koós Iván festőművész képzettsége, hozzáértése biztosította a művészi színvonalat a tervezésben, Balogh Beatrix segített a figurák elkészítésében valamint a rendezésben. Hármunk együttes munkája nagy erő volt” – emlékezett Vízvári László. Munkamegosztásukat az jellemezte, hogy Koós Ivántól származtak a képzőművészeti invenciók, Balogh Beatrixtól a színpadi koncepciók, Vízvári Lászlóra pedig leginkább a csoport összetartása és a gyakorlati kivitelezés  hárult. „A bábjáték a lehetetlenségek művészete, olyanokat kell megvalósítani, amit talán élő ember nem is tud produkálni, de maga a bábfigura képes erre. […] És hála Istennek, az Úristen megáldott bizonyos kézügyességgel, mert [mindent] meg tudtam csinálni ebben a műhelyben” – nyilatkozta később. Az 1958-ban rögzített szabályzat szerint Vízvári László volt a társulat igazgatója és technikai vezetője, Koós Iván, Balogh Beatrix és Kós Lajos pedig a művészeti vezetők.

## Tagjai
Az Aurora tagjai eleinte Vízvári tanítványai, a Piarista Gimnázium diákjai közül kerültek ki, sőt 1956-ig hivatalosan a gimnázium bábszakköreként működtek, amelyet a Népművészeti Intézet is támogatott. Az 1954/1955. tanév végén a többi iskolai szakkörhöz hasonlóan a „bábszínház” is kiállításon mutatta be munkájának eredményét: A csodatévő ócska ecset előadásának díszleteit, bábjait, kellékeit, valamin további marionett-bábokat (Cyrano, bohóc, kutya, stb.). Az érdemtáblára 8 fiú (2-3. osztályosok) neve került föl. Az 1955/1956. tanévben az I-IV. osztályokból 14 tanuló vett részt a munkában. Mivel azonban szükség volt lányszereplőkre is, hamarosan elhozták húgaikat, majd érdeklődő barátaikat, testvéreiket is. Hamarosan az Aurora többsége már inkább egyetemistákból állt, akik a legkülönfélébb hivatásokra készültek (mérnök, orvos, tanár, képzőművész, zenész). Velük együtt a létszám 40 főre nőtt, és túlnőtte a gimnáziumi szakkör kereteit. A sok fiatal miatt kezdetben nagy szerepet kapott a bábjátékosok képzése a művészi munka különböző ágaiban (műhelymunka, bábkészítés, előadás, bábzene).
[Az 1955/1956. tanévben] hetenként egyszer irodalmi, kulturális és művészi eseményeket vitattunk meg. Képzőművészeti kiállításokat, hangversenyeket, opera- és balettelőadásokat, csehszlovák kultúrintézeti bábfilmvetítéseket csoportosan látogattunk. Megtekintettük az Operaház és az Állami Bábszínház berendezését. Rendszeresen látogattuk a Népművészeti Intézet havonta tartott bábtörténeti, esztétikai és gyakorlati előadásait. Megtekintettük több budapesti és vidéki hivatásos és amatőr bábcsoport előadását és felszerelését. Kéthetenként itthon klasszikus műveket hallgattunk meg hanglemezekről. Ezeknek a látogatásoknak és előadásoknak a célja az volt, hogy a fiúkban kifejlődjék az igazi műalkotás szeretetének és élvezetének készsége, tudjanak önálló ítéletet alkotni valamilyen művészi vagy nem művészi alkotásról.
A professzionális hozzáállás ellenére az Aurora együttes mindvégig megőrizte amatőr jellegét, méghozzá a francia amateur eredeti értelmében, aki olyasvalaki, aki szereti azt, amit csinál. „Úgy döntöttünk, hogy éppen az előadások színvonala érdekében nekünk ne írja elő senki, hogy egy évadban hány bemutatót tartsunk, hányszor játsszunk, hol játsszunk, mit játsszunk, hogyan játsszunk” – mondta erről Vízvári László. Máskor pedig hozzátette: „Nekem más a hivatásom: a papságot és a tanítást éppúgy szeretem, szerettem, mint ezt, amit hobbimként művelek”. Viszont az együttes sok tagja később az Állami Bábszínházban kapott állást, mint maga Koós Iván (1960-tól), valamint Halmy Izolda, Marék Veronika, Csepely Péter,   Gruber Hugó és Urbán Gyula.

## Előadások
A bábegyüttes első otthonát – Balogh Ferenc piarista igazgató jóvoltából – a budapesti gimnázium földszinti „zenetermében” rendezhették be, az épület Múzeum utcai szárnyának földszintjén (a kocsibejárón túl). A vele szemközti kisebb szobában működött a Vízvári László által vezetett ifjúsági műhely, esztergapadjával és más gépeivel, amely 1954-től főként a bábszínház szolgálatában állt. Színpad és színpadtechnikai berendezések, bábok, kellékek készültek benne.
Első marionettfigurám egy kb. 50 cm-es Cyrano-bábu volt. Hátborzongató volt, amikor megmozdult kezemben ez a fából, textilből, fémből összerótt kardos vitéz. Talán a teremtés mámorító örömét éreztem akkor. Le is győzött, ma sem tudom abbahagyni […] ezt a varázslatot
Ezt követte Paganini, aki hegedült és egy csontváz, amely a Haláltánc zenéjére táncolt, miközben szétesett és összeállt, de csontjai külön is mozogtak. (Ezt a trükköt Vízvári néhány évvel korábban Jacques Chesnais előadásában látta. Paganini 1954/1955-ben föllépett az együttes Etűdök című első előadásában, amely különféle bábok jeleneteiből állt (Vak, Karmester, Táncosok, Paganini/Hegedűs, Művész, Fakír, Pesti Pisti, Plakátragasztó).
Az együttes a bábjáték mellett pantomimmel is foglalkozott. Főként Balogh Beatrix volt ennek nagy híve. Ő rendezte A fogoly katona című népballadát, amelyet a piarista gimnázium Bartók-ünnepélye keretében (halálának 10. évfordulóján játszottak) 1955. december 2-4. között, háromszor a Patrona Hungariae Leánygimnázium dísztermében (mert a piarista gimnáziumban akkor nem volt megfelelő terem). Ez volt a műsor záródarabja, amely közvetlenül a Helyes László által „népi játékstílusban” színre állított Kádár Katát követte. „Vízvári László és munkatársai egészen rendkívülit produkáltak. Néhány szereplő diákunk kitűnő színészként mutatkozott be” – írta a gimnázium évkönyve.
Ezt követte első nyilvános marionett-előadásuk, A csodatevő ócska ecset című kínai mesejáték, amelyet 1955 nyarán dolgoztak ki, és 1956. február 18-án mutattak be a Piarista Gimnáziumban, mint „kísérleti stúdiumdarabot”. „A színpad két oldalán volt két erkély, az egyiken az Apó mondta a keretmesét a másik erkélyen álló lánynak. Ez alatt lehetett a színpadot átszervezni.” A lányt Vajna Ildikó alakította (aki egy év múlva, 1957-ben Koós Iván felesége lett). A jelmezekhez Vízvári László Márk Tivadartól, az Operaház jelmeztervezőjétől kért tanácsot. „Látványos, szép játék volt, néhány bravúros marionett-trükkel.” – emlékezett rá Vízvári László. Az első előadáson elsősorban szakmai közönség, budapesti bábművészek voltak jelen, köztük Ispánki János (az Országos Bábközpont vezetője, Németh Antal (rendező, a Nemzeti Színház korábbi igazgatója), akik „egyhangúlag dicsérték a darab és a színház képzőművészeti részét, a bábukat, a világítást és a játékot. Két dramaturgiai változtatást ajánlottak, amit a csoport végre is hajtott.” 1955 tavaszán összesen 20 alkalommal adták elő. Mivel kísérőzenéjéhez egyenesen a kínai nagykövetségtől kértek hagyományos kínai zenét tartalmazó hanglemezeket, az egyik előadáson a Kínai Nagykövetség három tisztviselője és a nagykövet lánya is megjelent. Vízvári László emlékezése szerint „négy nagy fekete autó várta őket az előadás végén. Mikor kikísértem őket, megkérdeztem (persze tolmács útján): mennyire volt számukra kínai ez a darab? Udvarias mosollyal válaszolták, hogy szép volt, és annyira volt kínai, ahogyan az európai ember elképzeli a kínai művészetet.”
Abban a tanévben ez volt az egyetlen előadásuk, mert 1956 tavaszán a bábcsoport új helyet kapott a gimnáziumban, ahová a húsvéti szünetben költöztek át. A korábbi tanári és ifjúsági könyvtár egybenyitott helyiségében kaptak helyet, a gimnázium hátsó (a Károlyi-Csekonics-palota felé eső) szárnyának földszintjén. Ezt maguk között „Bau”-teremnek nevezték. A következő év során a pantomim-előadások részére készítettek egy 44 elemből álló, fémvázas, variálható színpadot, amelyet máshol is föl tudtak állítani. A Bau egyébként az együttes Vízvári László által alkotott köszöntése volt a „báb” és az „Aurora” szavakból.
1956. június 24. és július 4. között a Balaton mellett, Szántód és Földvár között tartották az együttes egy hetes nyári táborát, amelyben tulajdonképpen egy hagyományos cserkésztábor keretei között zajlott az élet, táborkapuval, Aurora-zászlóval, napostiszttel, reggeli tornával, számháborúval, tábortűzzel, sőt még kockás nyakkendőjük is volt. Ekkor még csak a fiúk táboroztak, a lányok vasárnapi látogatóként keresték fel őket. A későbbi nyári táborokban, például a szentendrei Kő-hegyen (a Koós-család telkén), majd 1959-ben Nagymaroson és 1960-ban Királyréten már a lányok is részt vehettek.
Az együttes tagjai 1956 nyarán is folytatták felkészülésüket a következő darabra, amelyben Balázs Béla A fából faragott királyfi című táncjátékát dolgozták fel Bartók Béla zenéjével, marionett-figurákkal. A zártkörű bemutatóra 1956. szeptember 22-én került sor a Piarista Gimnáziumban. A királyfit Vajna Csaba, a királylányt Marék Veronika mozgatta, aki így emlékezett: „A zsinórokon át ujjaimba épül a bábu szerkezete. Megindul a rejtelmes áramlás bábu és mozgatója között: ő én vagyok ott lenn, és én ő vagyok itt fenn.” Kirobbanó sikert arattak. „Koós Iván tervezése és Balogh Beatrix rendezése először szakít a homogén bábjátszás kötelező szabályaival” – értékelte Balogh Géza. Az új, erre az előadásra készült, nyitható hidas színpadon ugyanis élő szereplők is voltak. Az erdőt a fiúk kéreggel bevont lábszárai jelenítették meg, a megáradt patakot pedig a színpad előtt guggoló lányok, akik fejük fölött kék fényben fehér tüllanyagot hullámoztattak. Bartók zenéjét a próbákon Simándi Béla, majd Keönch Boldizsár (a gimnázium 1956-ban érettségizett diákja) zongorázta, az előadáson pedig lemezjátszóról szólt a zene.
„Az Aurora fiataljai olyan produkcióval ajándékozták meg a közönséget, mely művészeti életünkben valami újnak, ígéretesnek a hirdetője […] olyan formai, stílusbeli újszerűségre törekednek […] ami reményt ébreszt bennünk, hátha ez a kezdeményezés lökést ad majd bábjátékgyakorlatunk felfrissítéséhez.” – írta róluk Dénes Tibor. Az előadást látta Lajtha László zeneszerző és Oláh Gusztáv, az Operaház főrendezője, aki meg is jegyezte: „Könnyű nektek, nálatok nincs gravitáció!”. Vízvári László később gyakran emlegette, hogy ekkor jött rá, „hogy a bábjáték a lehetetlenségek művészete”.
Az 1956-os forradalom miatt azonban további előadásokra nem kerülhetett sor. „Az októberi események közvetlen közelünkben játszódtak le, úgyhogy színházunk is megsérült, technikai berendezésünk erősen megrongálódott. Azt, amit keservesen, a saját erőnkből kuporgattunk össze, romokban találtuk. Magnetofon, hangerősítő, lemezjátszó, hangszórók, mikrofon mind tönkrementek. […] A küzdelmet azért nem adtuk fel. … Az Aurora Művészegyüttesnek ma is megvan 30 tagja, töretlen ereje, lelkesedése, hite, tervei és mondanivalója. Az emberekhez akarunk szólni és az igazi emberséget akarjuk nekik hirdetni” – írta Vízvári László Blattner Gézának 1957 április 15-én, amikor erre Magyarországon valóban nagy szükség volt.
Egyelőre tehát inkább kézibáb-műsorukkal és pantomimmal foglalkoztak. Következő bemutatójuk Nem iszunk pohárból címmel pantomim-jelenetekből álló összeállítás volt, amelyet 1957. április 8-án a Fészek Művészklubban (amelyet akkor Művészeti Szövetségek Házának hívtak) mutatták be. „Magyarországon mi mutattunk be először magyar művészekkel pantomim-műsort. […] Nagy port vert fel, mert egészen új volt a műfaj és a mondanivaló is” – írta Vízvári László. Ugyanakkor már készültek újabb pantomim-műsorukkal, amely Emberi történet címen” Bartók Béla tíz zenéjét illusztrálta koreografált történetekkel. Ennek bemutatója 1957. június 24-én volt a Múzeum utcai Kossuth Klubban.
Az 1957 nyarán megtartott tábor után a háromtagú vezető testület az Aurorát új alapokon próbálta megszervezni. Az egyes területek (marionett, árnyjáték, kézibáb, pantomim, világítás, zene, stb.) külön felelősöket kaptak és írásban is rögzítették a célkitűzésüket: „jónapot kívánunk az embereknek. A szó és a cselekedet igazságát hirdetjük a művészet eszközeivel. […] Szép emberi életet akarunk, ahogy Isten elképzelte.” Vállalták, hogy „az Aurora szellemiségét és lelkiségét minden Aurora-tag meggyőződésből átviszi az Aurórán kívüli életébe: iskola, munkahely, otthon, nyilvánosság”.
Eközben 1957-ben sikerült építeniük egy új, nagyobb lehetőségeket nyújtó kéthidas fémszínpadot, amelyet Vízvári László kérésére Sima János tervezett 1957 februárjában. Amikor november elején Skupa társulata ismét Budapesten járt, a Népművelési Intézet kérésére már ezen tartottak szakmai bemutatót. A Piarista Gimnázium azonban nem tudott számukra állandó előadótermet biztosítani, így azt szerették volna, ha a Fővárosi Tanács külön marionettszínházat alapít, vagy legalább alkalmas termet biztosít, ahol felállíthatnák a hordozható, szétszedhető marionett-színpadot, a kézibáb paravánt és a pantomim műsoroknak is alkalmas lenne. Ezt végül Hollós Róbertné, a Népművelési Intézet bábosztályának vezetője segítségével 1958-ban az Erzsébet (akkor Engels) téren álló Nemzeti Szalon épületében, az Engels téri Kultúrotthonban találták meg, amely akkor az V. kerületi tanács felügyelete alatt állt. Megkapták az egész földszintet, a nagytermet előadásokra, a vele szomszédos „kockás” termet raktárnak és klubteremnek használták, és (egy évig) a műhelyük is ott volt.
Mivel az 1956-ban „kísérletileg” már bemutatott Fából faragott királyfival elégedetlenek voltak, először ennek új változatát készítettek el. Az egyfelvonásos darab párjául pedig már 1956-ban készültek a Joseph Haydn által megzenésített Philemon és Baucis bábopera feldolgozására, amelyet eredetileg az eszterházai bábszínházban mutattak be 1773-ben, Mária Terézia királynő látogatása alkalmából. Az Aurora számára Vécsey Jenő és Hankiss Elemér készített magyar szöveget, amelyet Bátonyi György és Galamb György (az Állami Bábszínház tagjai) mondtak, a zenét pedig az Országos Széchényi Könyvtárból kölcsönvett lemezről játszották. Azonban 1957 júliusában Magyarországon járt a Kínai Árny- és Bábszínház, amely klasszikus árnyműsort is játszott. „Az Aurora minden tagja újra tágra nyílt szemekkel nézett, és azt latolgatta, hogyan tudná az ő eszközeivel a maga nyelvére átültetni”. A Philemon és Baucist tehát a Vízvári László által épített árnyszínpadon valósították meg, celluloidlemezből készült figurákkal. Koós Iván olyan darabot tervezett, amelyben egy ókori váza figurái elevenedtek meg. Az 1958. szeptember 19-én bemutatott „két finom bábjáték esztétikai szenzáció volt” – állapította meg Molnár Gál Péter.
A két darabot minden hétvégén játszották, és 1958 végére elkészítették a gyerekeknek szánt, és szintén sorozatosan játszott kézibáb műsorukat is A papagáj meséi címmel, amelyben Arany János Bajusz című verses meséjéhez Weöres Sándor versei és Kodály Zoltán gyermekdalai társultak. Ezt követte 1959-ben A fogoly katona népballada újabb feldolgozása pajzsos bábokkal (amelyeket a szereplők maguk előtt tartottak), majd pedig Balázs Béla A halász és a Hold ezüstje című meséjének előadása alsó mozgatású bábokkal.
Az együttes tagjai szerették volna, ha további külföldi fellépési lehetőségeket is kapnak, mivel darabjaik jellege ezt nemcsak megengedte, hanem kifejezetten kívánta volna. Ráadásul úgy érezték, hogy belföldi elismerésük is ettől függ. „Csakis egy külföldi meghívás és vendégszereplés tudna itthon nevet, elismerést és működési lehetőséget biztosítani az első magyar marionett - és pantomimegyüttesnek” – írta Vízvári László 1957. április 15-én. – „Sajnos előbb külföldön kell hogy elismerjenek, csak azután lehetséges ez itthon is. Így volt a Népi Együttessel is.” Erre azonban csak 1959 júliusában kerülhetett sor, amikor a csehszlovákiai Chrudimban rendezett nemzetközi bábfesztiválon – Vízvári László nélkül – előadhatták a Philemon és Baucis, A fogoly katona, és A halász és a Hold ezüstje című darabjaikat. Utóbbi 1960 júniusában a Népművelési Intézet budapesti „felszabadulási” bábfesztiválján első díjat nyert. Ez volt az Aurora első hivatalos elismerése.

## Utolsó évek
Eközben az együttes végképp túlnőtt a Piarista Gimnázium keretein, amelynek műhelyét teljesen lefoglalták a bábszínházi feladatok. Mivel az iskolának továbbra is szüksége volt műhelyre a korábbi gyakorlat szerint, a gyakorlati oktatás, hajó- és modellépítés, sportszerjavítás céljaira, 1959-ben a Aurora bábműhelye átköltözött a Csalogány utca 41. szám alá, ahol a II. kerületi Tanács kiutalta számukra egy elhunyt, neves bábjátékos, Szokolay Béla alagsori, 54 négyzetméteres műhelyét. A bérleti díjat sokáig az együttes tagjai adták össze. Az évek során ez vált Vízvári László legfontosabb bázisává, ahol az előadásokhoz szükséges minden kelléket el tudott készíteni és helyezni. „Ez szellemi és fizikai értelemben is »műhely«. Együttesi megbeszéléseink során itt születtek az ötletek, a … kikísérletezett újítások, a műsorok eszmei, szellemi értékei, de bábok, díszletek, színpadok formájában a fizikai megvalósítás is a nullától a bemutatókig” – írta Vízvári László. Sokszor más hely híján a próbákat is ott tartották.
A következő évben, 1960-ban ugyanis a Nemzeti Szalont lebontották, hogy buszpályaudvar épüljön a helyén, így az Aurora ismét játszóhely és fenntartó nélkül maradt. Egy ideig jóakarójuk, Hollós Róbertné jóvoltából az intézet Népművelési Intézet Corvin téri házában próbálhattak, miközben az együttes vezetői helyet és fenntartót kerestek. Így találtak egymásra Xantus Zoltánnal, a IX. kerületi Tanács népművelési osztályának vezetőjével, aki a Ráday utca és Török Pál utca sarkán álló művelődési otthonba valamilyen együttest szeretett volna. Az épületet, amely korábban fogadó, majd szórakozóhely is volt, a Tanács akkoriban építette át. Fölajánlotta, hogy a Török Pál utcai oldalon levő 17 méter hosszú, bolthajtásos pincehelyiségben, amelyben azelőtt kuglizó, majd lőtér is volt, bábszínházat alakítanak ki. Az átalakítás 1960 és 1962 között Molnár József (Közti) terve és Vízvári László elképzelései szerint, részben a bábosok „társadalmi” munkájával történt meg. 1960 őszén ők végezték a bontási munkákat. Téglát és sittet hordtak, falaztak, később pedig betonoztak, hegesztettek és villanyt szereltek. „A színpadtér területén a bolthajtás eltávolításával (mérnöki tervezésű statikai biztosításával) összevágtuk vele a felette lévő szintet, és itt építettem meg az egyik Aurora-tag, Sztrilich Ákos segítségével a színház fémvázas zsinórpadlását. Ez a színház mindent tudott, amit egy bábszínháznak tudnia kell, az összes műfajt lehetett benne játszani a kesztyűsbábtól a marionettig.” A színpad villamos berendezéseit Nemoda László villamosmérnök (Koós Iván unokatestvére), az együttes fővilágosítója szerelte be. A színpadi dobogó 1961. július 20-án már kész volt, ezen szeptember 17-én tartották az első előadást.
Az építkezés ideje alatt, 1961 tavaszán és nyarán készítették el a Balogh Beatrix által tervezett kézibábokkal Federico García Lorca Don Cristóbal című bábjátékát, amely a gazdag férj és fiatal felesége problémáját dolgozza föl. Ennek bemutatójára azonban már nem került sor, mert az építkezés közben az Aurora együttes szétvált. A Török Pál utcai pinceszínházat ugyanis Vízvári László kizárólag bábjáték céljára szánta, Balogh Beatrix pedig továbbra is ragaszkodott volna a pantomimhez. Emiatt azokkal, aki támogatták, önállósult, az Aurora pedig 1962. március 16-án Xantus, Hollósné és más illetékesek jelenlétében hivatalosan is megszűnt, vagyonát zárlat alá vették és leltározták.

## Bemutatott darabok
- Etűdök (A vak, Cyrano, Karmester, Táncosok, Hegedűs/Paganini, Művész, Fakír, Pesti Pisti, Plakátragasztó) / közös munka. – Bemutató: Budapest, Piarista Gimnázium, 1954 őszén.
- A fogoly katona / székely népballada; tervező Balogh Beatrix. – Pantomim. – Bemutató: Patrona Hungariae Leánygimnázium díszterme, 1955. december 2.
- A csodatévő ócska ecset / kínai mese; bábszínpadra alkalmazta  és tervezte Balogh Beatrix / Marionett. – Bemutató: Budapest, Piarista Gimnázium, 1956. február 18.
- A fából faragott királyfi / forgatókönyv Balázs Béla; zene Bartók Béla; tervező Koós Iván; rendező Balogh Beatrix. – Marionett. – Bemutató: Budapest, Piarista Gimnázium, 1956. szeptember 22. – Új feldolgozás, bemutató: 1958. szeptember 19.
- Nem iszunk pohárból / közös munka. – Pantomim-összeállítás. – Részei: Kiűzetés a Paradicsomból, Szerelem, Erdőtűz. – Bemutató: Fészek Művészklub (Művészeti Szövetségek Háza), 1957. április 8.
- Emberi történet / zene Bartók Béla. – Pantomim-összeállítás. – Bartók zenéire koreografált történetek: Molnár Anna, Gyáva legény, Ember és a dolgok, Szerenád, Pierrot rózsája, Michelangelo XLV. szonett, A házasság, Cserebogarak, Káin és Ábel, William Saroyan: Lengő trapézon az ifjú vitéz. – Bemutató: Budapest, Kossuth Klub (Múzeum utca), 1957. június 24.
- A papagáj meséi / szövege Rudyard Kipling nyomán; közös munka . – Kézibáb. – Részei: Arany János: Bajusz; Weöres Sándor gyermekversei, Kodály Zoltán: Gyermekdalok. – Bemutató: Budapest, Engels téri Kultúrotthon, 1958.
- Philemon és Baucis / zene Joseph Haydn; fordította Vécsey Jenő, Hankiss Elemér; tervező Koós Iván. – Árnyjáték. – Bemutató: Budapest, Engels téri Kultúrotthon, 1958. szeptember 19. (A fából faragott királyfi felújított bemutatójával együtt).
- A fogoly katona / székely népballada; tervező Koós Iván; rendező Balogh Beatrix; zene Keönch Boldizsár, Meggyesi Tamás. – Pajzsos bábok. – Bemutató: Budapest, Engels téri Kultúrotthon, 1959.
- A halász és a Hold ezüstje / írta Balázs Béla; rendező Balogh Beatrix; közös munka. – Alsó mozgatású bábok. – Bemutató: Budapest, Engels téri Kultúrotthon, 1959.
- Don Christobal és Rozita kisasszony tragikomédiája / írta Federico García Lorca; tervező Balogh Beatrix. – Kézibáb. – A gazdag férj és fiatal felesége. – Bemutató elmaradt.

## Díjak
- Budapest Bábfesztivál, 1959: első díj (A halász és a Hold ezüstje).